# Badhamia
Badhamia ist eine weltweit verbreitete Gattung von Schleimpilzen der Myxogastria. Sie umfasst 30 Arten.

## Merkmale
Die Fruchtkörper sind ungestielte bis gestielte Sporokarpe oder Plasmodiokarpe. Die Stiele, so vorhanden, sind variabel. Sie können gut ausdifferenziert sein oder eine unabgegrenzte, membran- oder fadenartige Verbindung zum Hypothallus bilden. Das Peridium besteht aus einer oder selten zwei Lagen, entweder ohne oder mit sehr viel Kalk.
Das Capillitium besteht aus kalkhaltigen Röhren, die auf allen Ebenen vernetzt sind, manchmal aber durch kalkfreie, fadenförmige, physaroide Abschnitte unterbrochen wird oder sich gänzlich aus annähernd parallel verlaufenden, kalkhaltigen Röhren zusammensetzt, die kaum untereinander verbunden sind. Nur selten finden sich eine Columella oder eine Pseudocolumella.
Die Sporen sind in der Masse schwarzbraun bis schwarz, selten braun, sie sind frei oder verklumpt.

## Verbreitung
Badhamia ist weltweit nachgewiesen. Die häufigste Art ist Badhamia affinis.

## Systematik und Forschungsgeschichte
Die Gattung wurde 1853 von Miles Joseph Berkeley erstbeschrieben, Typusart ist die 1791 als Sphaerocarpus capsulifera erstbeschriebene Badhamia capsulifera.
Die Gattung Badhamia umfasst 30 Arten, wenn die monotypische Badhamiopsis wie bei Dykstra und Keller als eigenständig behandelt wird:
- Badhamia affinis
- Badhamia apciulospora
- Badhamia capsulifera
- Badhamia dubia
- Badhamia foliicola
- Badhamia goniospora
- Badhamia gracilis
- Badhamia lilacina
- Badhamia macrospora
- Badhamia nitens
- Badhamia orbiculata
- Badhamia panicea
- Badhamia populina
- Badhamia utricularis
- Badhamia versicolor
- Badhamia viridescens
- Badhamia ainoe
- Badhamia bibasalis
- Badhamia bispora
- Badhamia calcaripes
- Badhamia cinerascens
- Badhamia crassipella
- Badhamia delicatula
- Badhamia grandispora
- Badhamia iowensis
- Badhamia ovispora
- Badhamia rhytidosperma
- Badhamia rugulosa
- Badhamia papaveracea
- Badhamia spinispora

## Nachweise
Fußnoten direkt hinter einer Aussage belegen die einzelne Aussage, Fußnoten direkt hinter einem Satzzeichen den gesamten vorangehenden Satz. Fußnoten hinter einer Leerstelle beziehen sich auf den kompletten vorangegangenen Absatz.
1. 1 2 3 4 5 6  Hermann Neubert, Wolfgang Nowotny, Karlheinz Baumann, Heidi Marx: Die Myxomyceten Deutschlands und des angrenzenden Alpenraumes unter besonderer Berücksichtigung Österreichs. Bd. 2, Karlheinz Baumann Verlag, Gomaringen 2000, ISBN 3-929822-01-6, S. 187.
2. 1 2  Michael J. Dykstra, Harold W. Keller: Mycetozoa In: John J. Lee, G. F. Leedale, P. Bradbury (Hrsg.): An Illustrated Guide to the Protozoa. Band 2. Allen, Lawrence 2000, ISBN 1-891276-23-9, S. 977 (englisch).